# 努尔-伊利
努尔-伊利（英語：Nur-ili）（？—前1454年），古亚述时期的亚述国王（公元前1466年—公元前1454年在位）恩利尔-纳西尔一世之子和继承人，他死后由亚述沙杜尼继位。
| 前任： 恩利尔-纳西尔一世 | 亚述国王 前1466年—前1454年 | 繼任： 亚述沙杜尼 |